# Europejska Skala Makrosejsmiczna
Europejska Skala Makrosejsmiczna (EMS-98) – zmodyfikowana skala Mercallego-Cancaniego-Siberga, oparta głównie na ocenie szkód wyrządzonych przez trzęsienia ziemi.
Skala wyrażona jest w 12 stopniach.